# Горбатенко
Горбате́нко — село Старобешівської селищної громади Кальміуського району Донецької області, Україна. Населення становить 69 осіб.

## Загальні відомості
Відстань до райцентру становить близько 7 км і проходить автошляхом місцевого значення.
Із 2014 р. внесено до переліку населених пунктів на Сході України, на яких тимчасово не діє українська влада.

## Новітня історія
29 серпня 2014-го під час виходу з Іловайського котла «зеленим коридором» при обстрілі російськими десантниками біля села Горбатенко загинули українські вояки. Тимчасово були поховані місцевими мешканцями на сільському кладовищі: Олексій Горай, Катрич В'ячеслав, Роман Набєгов, Максим Сухенко; Олексій Вовченко, Віктор Шолуха, майор Дмитро Цуркан. В другій групі загинув капітан МВС Руслан Халус з бійцем батальйону «Херсон» Олегом Гребінським.

## Населення
За даними перепису 2001 року населення села становило 69 осіб, із них 68,12 % зазначили рідною мову українську та 31,88 %— російську.